# Квінсі (Массачусетс)
Квінсі (англ. Quincy) — місто (англ. city) в США, в окрузі Норфолк штату Массачусетс, розташоване в бухті Квінсі за 10 км на південний схід від Бостона. Населення — 101 636 осіб (2020). Місто жартома називають містом президентів, оскільки два президента США, Джон Адамс і його син Джон Квінсі Адамс, були звідси родом. Квінсі розташоване на північно-східному атлантичному узбережжі. Воно було засноване ще до Бостона 1625 року і назване на честь полковника Джона Квінса, діда Ебігейла Адамс. 1888 року Квінсі отримало статус міста.

## Географія
Квінсі розташоване за координатами 42°15′39″ пн. ш. 71°0′34″ зх. д. / 42.26083° пн. ш. 71.00944° зх. д. (42.260915, -71.009397). За даними Бюро перепису населення США в 2010 році місто мало площу 69,69 км², з яких 42,92 км² — суходіл та 26,77 км² — водойми.

## Демографія
Згідно з переписом 2010 року, у місті мешкала 92 271 особа в 40 658 домогосподарствах у складі 21 089 родин. Густота населення становила 1324 особи/км². Було 42838 помешкань (615/км²).
Расовий склад населення:
| - 67,3 % — білих - 24,0 % — азіатів - 4,6 % — чорних або афроамериканців - 0,2 % — корінних американців - 1,7 % — осіб інших рас |

До двох чи більше рас належало 2,1 %. Частка іспаномовних становила 3,3 % від усіх жителів.
За віковим діапазоном населення розподілялося таким чином: 16,6 % — особи молодші 18 років, 68,3 % — особи у віці 18—64 років, 15,1 % — особи у віці 65 років та старші. Медіана віку мешканця становила 39,2 року. На 100 осіб жіночої статі у місті припадало 91,9 чоловіків; на 100 жінок у віці від 18 років та старших — 89,4 чоловіків також старших 18 років.
Середній дохід на одне домашнє господарство становив 79 650 доларів США (медіана — 64 155), а середній дохід на одну сім'ю — 93 843 долари (медіана — 79 585). Медіана доходів становила 59 182 долари для чоловіків та 51 187 доларів для жінок. За межею бідності перебувало 10,2 % осіб, у тому числі 11,7 % дітей у віці до 18 років та 13,0 % осіб у віці 65 років та старших.
Цивільне працевлаштоване населення становило 51 512 осіб. Основні галузі зайнятості: освіта, охорона здоров'я та соціальна допомога — 24,1 %, мистецтво, розваги та відпочинок — 13,4 %, науковці, спеціалісти, менеджери — 13,1 %.

## Транспорт
З Бостоном місто пов'язує Червона лінія Бостонського метро, у місті розташовано чотири станції.